# 小笠原美奈
小笠原美奈（日语：／ Ogasawara Mina，1997年6月6日—），日本女子籃球運動員，就讀於拓殖大學商學部，主要位置為小前鋒。

## 經歷
- 大田區立志茂田中學校（日语：大田区立志茂田中学校） - 明星学園高等學校（日语：学校法人明星学園） - 專修大學 - 拓殖大學

## 日本代表經歷
- 2017年威廉·瓊斯盃國際籃球邀請賽
- 2017年夏季世界大學運動會

## 外部連結
- 拓殖大学女子バスケットボール部 （日語）